# ט
La tet, thet o teth (ט, pronunciado /t/) es la novena letra del hebreo y equivale a la tet fenicia (𐤈). El nombre en ortografía hebrea de la letra es טֵית

## Escritura
| Variantes ortográficas |            |               |         |       |
| Serifa                 | sans-Serif | Monoespaciado | Cursivo | Rashi |
| ט                      | ט          | ט             |         |       |

La form de la letra hebrea tet ט recuerda visualmente a la letra latina V con gancho (Ʋ), usada en algunas lenguas de África.

## Pronunciación
En hebreo moderno, tet representa una oclusiva alveolar sorda /t/ y por lo tanto suele ser homofónica con la letra final del alef-bet, la tav ת. Sin embargo, tet puede ser faríngea para producir [tˤ] en la pronunciación tradicional yemanita y sefardí.

## Significado
En gematría, tet representa el número nueve. Cuando va seguido de un apóstrofe, significa 9.000. El ejemplo más común de este uso está en los números de los años hebreos (por ejemplo,ט'תשנד en números sería la fecha 9754).
Además, en gematria, el número 15 se escribe con tet y vav, (9+6) para evitar la construcción normal yud y hei (10+5) que deletrea un nombre de Dios. De manera similar, 16 se escribe con tet y zayin (9+7) en lugar de yud y vav (10+6) para evitar deletrear parte del Tetragrámaton.
Tet es también una de las siete letras que reciben coronas especiales (llamadas tagin) cuando se escriben en un Sefer Torá. Las otras son shin, ayin, gimmel, nun, zayin y tzadi.
Los libros de escrituras judías sobre las "letras sagradas" desde el siglo X en adelante discuten la conexión u origen de la letra teth con la palabra tov "bueno". Los escritos que mencionan esto se intensifican desde finales del siglo XVII, después de que el rabino jasidico Baal Shem Tov se volviera influyente, ya que la letra teth en su acrónimo representaba tov y la bondad era parte de su filosofía. Los poemas acrósticos de la Biblia usan 'tov' para representar la letra (por ejemplo, Salmo 119:65-72).

## Codificación
| Carácter      | ט                 | ט                 |
| ------------- | ----------------- | ----------------- |
| Unicode       | HEBREW LETTER TET | HEBREW LETTER TET |
| Codificación  | decimal           | hex               |
| Unicode       | 1496              | U+05D8            |
| UTF-8         | 215 152           | D7 98             |
| Ref. numérica | &#1496;           | &#x5D8;           |